# Kapil Dev
Kapil Dev (* 6. Januar 1959 in Chandigarh, Punjab, Indien) ist ein ehemaliger indischer Cricketspieler. Er gilt als einer der besten All-rounder in der Geschichte des Cricketsport. Im Jahr 1983 wurde er zu einem der fünf Wisden Cricketers of the Year gewählt. Bei insgesamt 34 Testmatches und bei 74 One-Day Internationals (ODIs) war er Kapitän des indischen Teams.

## Karriere
Während seiner Karriere bestritt Kapil Dev 131 Tests für Indien, bei denen er insgesamt 434 Wickets und 5.248 Runs erzielte. 1994 brach er bei der Tour Sri Lankas in Indien den Rekord für die meisten Wickets im Testcricket, den vorher Richard Hadlee gehalten hatte. Sein Rekord wurde wiederum 1999 von Courtney Walsh gebrochen. Kapil Dev ist der einzige Spieler in der Geschichte des Testcricket, der mehr als 4.000 Runs und 400 Wickets erzielte. Außerdem bestritt er für Indien 225 ODIs, bei denen er 253 Wickets und 3783 Runs erzielte. Mit dem indischen Team nahm er an vier Cricket Weltmeisterschaften teil (1979, 1983, 1987 und 1992). 1983 konnte er mit seinem Team den Titel gewinnen.
Im Jahr 2009 wurde Kapil Dev in die ICC Cricket Hall of Fame aufgenommen.